# Molina de Segura
Molina de Segura és una ciutat murciana situada a 7 quilòmetres de la capital, capital de la comarca del Segura Mitjà, amb un terme municipal de 169 km² i una població de 54.381 habitants. Important des de sempre per la seva indústria conservera, actualment s'ha desplegat cap a una àmplia gamma d'indústries que abasten els sectors més diversos. Limita amb Las Torres de Cotillas, Alguazas, Lorquí, Ulea, Archena, Abarán, Blanca, Múrcia i Fortuna.
Forma part de la conurbació de la Ciutat de Múrcia, de més de 550.000 habitants.

## Pedanies
| Pedania          | Població (INE 2005) |
| ---------------- | ------------------- |
| Albarda          | 107                 |
| Campotéjar Alta  | 203                 |
| Campotéjar Baja  | 19                  |
| Comala           | 106                 |
| Espada (La)      | 182                 |
| Fenazar (El)     | 457                 |
| Hornera (La)     | 95                  |
| Hurona           | 41                  |
| Llano (El)       | 1.506               |
| Rellano (El)     | 119                 |
| Ribera de Molina | 1.597               |
| El Romeral       | 7.001               |
| Torrealta        | 1.247               |
| Valientes (Los)  | 349                 |

## Administració
| Legislatura | Nom                       | Grup           |
| ----------- | ------------------------- | -------------- |
| 1979-1983   | Francisco Vivas Palazón   | PSOE           |
| 1983-1987   | Fulgencio Puche Oliva     | PSOE           |
| 1987-1991   | Fulgencio Puche Oliva     | PSOE           |
| 1991-1994   | Andrés Palazón Gómez      | PSOE           |
| 1994-1995   | José Cruzado Quevedo      | PSOE           |
| 1995-1999   | Eduardo Contreras Linares | Partit Popular |
| 1999-2003   | Eduardo Contreras Linares | Partit Popular |
| 2003-2007   | Eduardo Contreras Linares | Partit Popular |
| 2007-¿?     | Eduardo Contreras Linares | Partit Popular |